# Luis Abram
Luis Alfonso Abram Ugarelli (ur. 27 lutego 1996 w Limie) – peruwiański piłkarz, występujący na pozycji środkowego obrońcy, od 2023 w amerykańskim klubie Atlanta United. Posiada również obywatelstwo włoskie. Znalazł się w kadrze na Copa América 2016 i 2019.